# Funkcijska enačba
Funkcíjska enáčba (ali fúnkcijska ~ in funkcionálna ~) je v matematiki enačba, ki določa funkcijo v implicitni obliki. Pri funkcijskih enačbah se ne išče neznana količina, na primer {\displaystyle x\,}, ampak se išče neznana funkcija, za katero velja nek iskani pogoj. Velikokrat enačba povezuje vrednost funkcije (ali funkcij) v kakšni točki z njeno vrednostjo v drugih točkah. Značilnosti funkcij se lahko na primer določijo s preučevanjem vrst funkcijskih enačb za katere veljajo. Izraz funkcijska enačba se po navadi nanaša na enačbe, ki jih ni moč preprosto zreducirati na algebrske enačbe. Takšnih enačb ni mogoče zreducirati, ker argumenti neznanih funkcij v enačbah niso neodvisne spremenljivke, kot tudi ne nekatere od njih izpeljane funkcije.

## Zgledi
- Funkcijski enačbi:

{\displaystyle f(s)=2^{s}\pi ^{s-1}\sin \left({\frac {\pi s}{2}}\right)\Gamma (1-s)f(1-s)\!\,}
zadošča Riemannova funkcija zeta {\displaystyle \zeta \,}. Tu je {\displaystyle \Gamma \,} funkcija gama.
- Funkcija gama je enolična rešitev naslednjega sistema treh enačb:

{\displaystyle f(x)={f(x+1) \over x}\!\,}
{\displaystyle f(y)f\left(y+{\frac {1}{2}}\right)={\frac {\sqrt {\pi }}{2^{2y-1}}}f(2y)\!\,}
{\displaystyle f(z)f(1-z)={\pi  \over \sin(\pi z)}\,\!\,\,\,}       (Eulerjeva refleksijska formula)
- Funkcijska enačba:

{\displaystyle f\left({az+b \over cz+d}\right)=(cz+d)^{k}f(z)\!\,,}
kjer so {\displaystyle a,b,c,d\,} cela števila za katera velja {\displaystyle ad-bc=1\,}, oziroma {\displaystyle {\begin{vmatrix}a&b\\c&d\end{vmatrix}}=1\,}, določa {\displaystyle f\,} kot modularno formo reda {\displaystyle k\,}.
- Razni drugi zgledi, ki nujno ne obsegajo standardnih ali poimenovanih funkcij:

{\displaystyle f(x+y)=f(x)+f(y)\!\,} (Cauchyjeva funkcijska enačba)
Potenciranju,
{\displaystyle f(x+y)=f(x)f(y)\!\,,} zadoščajo vse eksponentne funkcije
{\displaystyle f(xy)=f(x)+f(y)\!\,,} zadoščajo vse logaritemske funkcije
{\displaystyle f(xy)=f(x)f(y)\!\,,} zadoščajo vse potenčne funkcije
{\displaystyle f(x+y)+f(x-y)=2[f(x)+f(y)]\!\,} (kvadratna enačba ali paralelogramska enakost)
{\displaystyle f((x+y)/2)=(f(x)+f(y))/2\!\,} (Jensen)
{\displaystyle g(x+y)+g(x-y)=2[g(x)g(y)]\!\,} (d'Alembert)
{\displaystyle f(h(x))=h(x+1)\!\,} (Abelova enačba)
{\displaystyle f(h(x))=cf(x)\!\,} (Schröderjeva enačba)
{\displaystyle f(h(x))=(f(x))^{c}\!\,} (Böttcherjeva enačba)
{\displaystyle f(x+y)=f(x)g(y)+f(y)g(x)\!\,} (adijska formula za sinus)
{\displaystyle g(x+y)=g(x)g(y)-f(y)f(x)\!\,} (adicijska formula za kosinus)
{\displaystyle f(xy)=\sum g_{l}(x)h_{l}(y)\!\,} (Levi-Civita)
- Preprosta oblika funkcijske enačbe je rekurenčna enačba. Ta formalno obsega nenavedene funkcije celih števil in tudi operatorje premika. Zgled takšne rekurenčne enačbe je:

{\displaystyle a(n)=3a(n-1)+4a(n-2)\!\,}
- Zakon komutativnosti in zakon asociativnosti sta funkcijski enačbi. Če se zakon asociativnosti izrazi v znani obliki, potem poljubni simbol med dvema spremenljivkama predstavlja binarno operacijo:

{\displaystyle (a\circ b)\circ c=a\circ (b\circ c)~\!\,.}
Če se namesto {\displaystyle a\circ b\,} napiše {\displaystyle (a,b)\,}, bo zakon asociativnosti izgledal bolj kot funkcijska enačba:
{\displaystyle f(f(a,b),c)=f(a,f(b,c))\!\,.}
Značilnost, ki jo imajo vsi zgornji zgledi, je, da so v vsakem primeru dve ali več znanih funkcij (včasih množenje s konstanto, včasih seštevanje dveh sprememnljivk, včasih funkcija enakosti) znotraj argumenta neznanih funkcij za katere se išče rešitev.
Pri iskanju vseh rešitev se lahko zgodi, da je treba vzeti v obzir pogoje iz matematične analize. V primeru Cauchyjeve enačbe so na primer rešitve, ki so zvezne funkcije, 'upravičene', druge, ki so verjetno brez praktične vrednosti, pa se lahko skontruira (s pomočjo Hamelove baze) za realna števila kot vektorski prostor nad racionalnimi števili. Drug znan takšen zgled je Bohr-Mollerupov izrek, ki karakterizira funkcijo gama za {\displaystyle x>0\,}.

## Reševanje funkcijskih enačb
Reševanje funkcijskih enačb je lahko zelo težko. Obstaja pa nekaj splošnih metod za njihovo reševanje. V dinamičnem programiranju se na primer za reševanje Bellmanove funkcijske enačbe rabi več različnih zaporednih aproksimacijskih metod, vključno z metodami na podlagi navadne iteracije.
Glavna metoda reševanja elementarnih funkcijskih enačb je substitucija. Velikokrat je uporabna pri dokazovanju surjektivnosti ali injektivnosti ali pri dokazovanju lihosti ali sodosti, če je mogoče. Uporabna je tudi pri ugibanju možnih rešitev. Indukcija je uporabna tehnika v primerih kadar je funkcija določena le za racionalne ali cele vrednosti.
Aktualna je obravnava involucijskih funkcij. Na primer funkcija:
{\displaystyle f(x)=1-x\!\,.}
Sestava {\displaystyle f\,} same s seboj da Babbageovo funkcijsko enačbo (1820):
{\displaystyle f(f(x))=1-(1-x)=x\!\,.}
Tudi druge funkcije zadoščajo tej funkcijski enačbi:
{\displaystyle f(f(x))=x~\!\,,}
vključno na drugi strani z {\displaystyle f(x)=-x\,}:
{\displaystyle f(x)={\frac {a}{x}}\!\,}
in:
{\displaystyle f(x)={\frac {b-x}{1+cx}}~\!\,,}
ki vsebuje predhodne tri kot posebne primere.
Zgled 1. Najti je treba vse funkcije {\displaystyle f\,}, za katere velja:
{\displaystyle f(x+y)^{2}=f(x)^{2}+f(y)^{2}\!\,,}
za vse {\displaystyle x,y\in \mathbb {R} \,}, kjer {\displaystyle f\,} zavzema realne vrednosti.
Naj je {\displaystyle x=y=0\,}:
{\displaystyle f(0)^{2}=f(0)^{2}+f(0)^{2}\!\,.}
Tako je {\displaystyle f(0)^{2}=0\,} in {\displaystyle f(0)=0\,}.
Naj je sedaj {\displaystyle y=-x\,}:
{\displaystyle f(x-x)^{2}=f(x)^{2}+f(-x)^{2}\!\,}
{\displaystyle f(0)^{2}=f(x)^{2}+f(-x)^{2}\!\,}
{\displaystyle 0=f(x)^{2}+f(-x)^{2}~\!\,.}
Kvadrat realnih števil je nenegativen, vsota nenegativnih števil je enaka nič, če in samo če sta obe števili enaki 0. Tako je {\displaystyle f(x)^{2}=0\,} za vse {\displaystyle x\,}, in {\displaystyle f(x)=0\,} je edina rešitev.